# Ракитное (Львовская область)
Ракитное (укр. Рокитне) — село в Бусской городской общине Золочевского района Львовской области Украины.
Население по переписи 2001 года составляло 59 человек. Занимает площадь 0,322 км². Почтовый индекс — 80513. Телефонный код — 3264.

## История
В 1946 г. Указом ПВС УССР хутор Колония переименован в Ракитный.